# بون پهنه
بون پهنه، روستایی از توابع بخش معمولان، شهرستان پلدختر در استان لرستان، ایران است.

## جمعیت
این روستا در دهستان معمولان قرار دارد و براساس سرشماری مرکز آمار ایران در سال ۱۳۸۵، جمعیت آن ۵۶ نفر (۱۳خانوار) بوده‌است.